# Geschichte der Bahamas
Die Geschichte der Bahamas umfasst die Entwicklungen auf dem Gebiet des Commonwealth der Bahamas von der Urgeschichte bis zur Gegenwart. Der Inselstaat Commonwealth der Bahamas liegt im Nordatlantik, obwohl er oft fälschlicherweise zur Karibik gezählt wird. Die frühesten Spuren einer Besiedlung gehen in das 4. Jahrhundert zurück, dauerhaft besiedelt wurden einige der über 700 Inseln aber erst im 9. und 10. Jahrhundert. Nach der Entdeckung durch Christoph Kolumbus errichteten Mitte des 17. Jahrhunderts englische Siedler die ersten Kolonien. Freibeuter nutzen die Inseln Ende des 17. und Anfang des 18. Jahrhunderts als Unterschlupf, da sie für die Kolonialmächte aufgrund ihres Rohstoffmangels und der ungeeigneten Böden nur eine geringe Bedeutung hatten. Seit Mitte des 20. Jahrhunderts gilt der 1973 in die Unabhängigkeit entlassene Inselstaat als Touristenziel und Steueroase.

## Präkolumbische Zeit
Die ersten Spuren menschlichen Lebens auf den Bahamas gehen bis in das 4. Jahrhundert zurück. Archäologen entdeckten aus dieser Zeit Fischersiedlungen eines unbekannten Volkes, das die Inseln wahrscheinlich von Kuba aus erreichte. Der zum Arawakvolk zählende Stamm der Lucayan oder „Lukku-cairi“, wie sie sich selbst nannten, besiedelte das Inselreich zwischen dem 9. und 10. Jahrhundert von den kleinen Antillen aus. Von hier aus flohen sie vor den Kariben, denen sie nichts entgegenzusetzen hatten.

## Kolonialzeit

### Entdeckung durch Kolumbus
Als Christoph Kolumbus am 12. Oktober 1492 die Neue Welt erreichte, betrat er die von den Lucayan bewohnte Insel Guanahani. Den Ureinwohnern, die er selbst als friedlich bezeichnete, gab er, im Glauben Indien entdeckt zu haben, den Namen Indianer. So erhielten auch die Insel und die gesamte Inselgruppe von ihm ausgewählte Namen. Die Insel taufte er San Salvador (spanisch für Heiliger Retter) und die Inselgruppe Baja Mar (span. für flaches Meer), woraus sich später die Bezeichnung Bahamas entwickelte. Da die Spanier, aufgrund des kargen Bodens und der Rohstoffarmut, davon absahen die Bahamas zu besiedeln, versklavten sie bis 1520 alle etwa 40.000 Lucayans, die auf den Inseln lebten, in ihre Minen auf Hispaniola, wo sie an Krankheit und Auszehrung starben und endgültig ausgerottet wurden.

### Erste Siedlungen
Nachdem Spanien seit 1492 keine Anstrengung unternahm, die Inseln zu besiedeln, beanspruchte sie König Karl I. von England am 30. Oktober 1629, indem er sie der Provinz Carolina zuordnete und Sir Robert Heath zum Gouverneur der Provinz ernannte. Die ersten Siedler nannten sich Eleutheran Adventurers, religiös verfolgte Puritaner von den Bermuda-Inseln. Sie gründeten 1647 die erste Siedlung auf den Bahamas und gaben ihr den Namen Eleuthera (griechisch für frei), den heute die Insel trägt. William Sayle, der die Gruppe anführte, wurde 1648 zum Gouverneur der Insel. Der wenig fruchtbare Boden zwang die Siedler die Kolonie 1657 aufzugeben. Sie spalteten sich auf, ein Teil der Siedler reiste auf die Bermudas zurück, der andere Teil gründete neue Siedlungen auf den umliegenden Inseln. So wurde u. a. 1656 New Providence besiedelt und Charles Town gegründet.

### Piratenära
Am 1. November 1670 übergab König Karl II. die Ländereien der Bahamainseln an die Lords Proprietor von Carolina. Zur selben Zeit erkannten immer mehr Piraten, dass die Inseln der Bahamas einen idealen Ausgangspunkt für ihre Raubzüge darstellten. Vor allem spanische Schiffe nutzen die Floridastraße zum Warentransport und waren damit erstes Ziel der Piraten, aber auch Schiffe, die immer wieder an den unzähligen Korallenriffen der Bahamainseln auf Grund liefen, waren leichte Beute. Piraten wie Henry Jennings, Blackbeard, Edward England, Christopher Condent, Benjamin Hornigold, Charles Vane, Jack Rackham alias Calico Jack, Anne Bonny und Stede Bonnet nutzen die Inseln der Bahamas als Ausgangsort für ihre Raubzüge.
Spanien und Frankreich reagierten 1684 auf diese Bedrohung für ihre Handelsschiffe mit einer Invasionsflotte, welche die Kolonie auf New Providence zerstörte, die als Hochburg der Piraten galt. Charles Town wurde 1687 wieder aufgebaut und 1689 in Nassau, zu Ehren König Wilhelm III. aus dem Hause Oranien-Nassau, umbenannt. Die Piraten waren allerdings nicht vertrieben worden, sie machten sich die Kolonie erneut zu Eigen. Die spanische Armee zerstörte 1695 die Kolonie ein zweites Mal und versuchte so das Problem endgültig zu lösen. Die Piraten leisteten weiter Widerstand und bauten Nassau 1697 erneut auf.
Da die Raubzüge durch die Piraten nicht enden wollten, zerstörte 1703 eine spanisch-französische Flotte die Kolonie ein drittes Mal, erneut ohne Erfolg. Die Piraten bauten Nassau wieder auf und übernahmen 1706 sogar die Kontrolle über die Bahamas. Sie regierten die Inseln von Nassau aus, und um 1716 wurde Blackbeard sogar als Magistrat der Piraten-Republik bezeichnet. Lange Zeit unternahm das Königreich Großbritannien nichts gegen die Piraten, sie waren in der Karibik aktiv und setzten so vor allem Spanien und Frankreich unter Druck – weniger ein Problem, eher ein Nutzen für die britischen Kolonialbestrebungen. Um der Piraterie nun doch endlich Einhalt zu gebieten, wurden die Bahamainseln 1717 zur britischen Kronkolonie und Woodes Rogers, ein ehemaliger Pirat, zum Krongouverneur der Bahamas ernannt. Mit drei Kriegsschiffen erreichte er Nassau am 26. Juli 1718, wo zu dieser Zeit mehr als 2000 Piraten lebten. Er gewährte den Piraten königliche Amnestie, sofern sie der Piraterie abschworen. Zehn Kapitäne, darunter Blackbeard und Charles Vane, lehnten dies ab und flohen. Rogers ließ sie alle verfolgen – keiner entkam.

## Britische Kronkolonie

### 18. Jahrhundert
Nachdem Woodes Rogers wieder Ruhe und Ordnung auf den Bahamas einkehren ließ, kam es 1728 zu den ersten Parlamentswahlen und ein Jahr später am 29. September 1729 zum ersten Zusammentreffen des House of Assembly – dem Parlament. Die Wirtschaft der Inseln hatte sich seit der Gründung der ersten Siedlungen kaum geändert. Aufgrund des ertragsarmen Bodens lag das Augenmerk auf der Selbstversorgung mit Grundnahrungsmitteln, nur wenige bauten Baumwolle für den Export an. Wohlstand ließ sich so nicht erreichen. Erst durch den Schmuggelhandel mit spanischen und französischen Kolonien während des War of Jenkins’ Ear (1739–1742) und des Siebenjährigen Kriegs (1756–1763) konnten die Bahamas wirtschaftliche Erfolge verbuchen.
Auch während des Amerikanischen Unabhängigkeitskriegs (1775–1783) war der Schmuggelhandel mit den Gegnern des britischen Empires ein lukratives Geschäft, obwohl die Bahamas vom 3. bis zum 17. März 1776 durch die Amerikanische Marine besetzt wurden. Nachdem Spanien auf der Seite der USA und Frankreichs im Juni 1779 in den Krieg gegen die Briten eintrat, okkupierten sie die Bahamas am 8. Mai 1782 und zogen sich erst am 19. April 1783 wieder zurück, um dann am 3. September im Vertrag von Versailles von 1783 die Bahamas endgültig an die britische Kolonialmacht zu übergeben.
Nach dem Krieg flohen viele Loyalisten mit ihren Sklaven aus den USA auf die Bahamas und errichteten dort Plantagen. So auch eine Gruppe von 1000 bis 1500 Loyalisten aus New York, die sich von August bis Oktober 1783 auf den unbewohnten Abaco Inseln niederließen. Sie gründeten die Siedlung Carleton Point, benannt nach Sir Guy Carleton, dem britischen Kommandeur von New York. 1799 wurden die Turks- und Caicosinseln unter die Verwaltung der Bahamas gestellt und erhielten eine Vertretung im House of Assembly.

### 19. Jahrhundert
Am 25. März 1807 trat der Slave Trade Act in Großbritannien in Kraft, wodurch der Sklavenhandel verboten wurde. Bis zu dieser Zeit galten die Bahamas als ein wichtiger Umschlagplatz für den Menschenhandel. Als 1838 alle Sklaven in die Freiheit entlassen wurden, nachdem am 1. August 1834 der Slavery Abolition Act in Kraft trat, brach auf den Bahamas die auf Plantagen ausgerichtete Wirtschaft endgültig zusammen. Viele Weiße verkauften oder verschenkten ihren Grund und Boden an ihre früheren Sklaven und verließen zum Teil die Inseln, um nach England zurückzukehren. Dies erhöhte den Anteil der schwarzen Bevölkerungsmehrheit weiter.
Die Bewohner der Turks- und Caicosinseln erreichten 1848, dass sie als separate britische Kolonie anerkannt und unter das Protektorat von Jamaika gestellt wurden und somit nicht mehr zu den Bahamas zählten. Während des Amerikanischen Bürgerkriegs (1861–1865) erlebten die Bahamas einen neuen wirtschaftlichen Aufschwung, indem Nassau als Anlaufhafen für den Schmuggelhandel mit den Konföderierten Staaten diente – die USA hatten eine Seeblockade gegen die Häfen der CSA errichtet. Von hier aus wurden die Konföderierten mit Waffen und Munition versorgt, aber auch Gebrauchsgüter wurden gehandelt. Mit dem Ende des Kriegs endete vorläufig auch der wirtschaftliche Aufschwung.

### 20. Jahrhundert
Erst 1919, mit dem Beginn der Prohibition in den USA, gewann auch der Wirtschaftsaufschwung wieder an Fahrt. Die Bahamas und im besonderen Nassau dienten als Ausgangspunkt des Alkoholschmuggels, den so genannten Rum Runners, in die USA. Dem sich langsam entwickelndem Tourismus zahlte die Pan American World Airways 1929 Tribut, indem sie die erste Flugverbindung auf die Bahamas – nach Nassau – errichtete. Mit dem Ende der Prohibition in den USA endete 1932 auch der Alkoholschmuggel. Der erneute wirtschaftliche Zusammenbruch wurde Ende der 1930er Jahre, mit dem Ende der durch Schädlingsbefall ruinierten Schwammfischerei, in der zu Beginn des Jahrhunderts etwa ein Drittel aller Erwerbstätigen arbeiteten, besiegelt. Der Tourismus, der zu Beginn hauptsächlich aus dem Geldadel der USA bestand, gewann Mitte der 1950er Jahre zunehmend an wirtschaftlicher Bedeutung.
Als erste Partei wurde 1953 die Progressive Liberal Party (PLP) gegründet. Sie trat für die Rechte der Schwarzen, der Arbeiterschaft und der Frauen ein. Der zunehmende Erfolg der PLP veranlasste die weiße Minderheit 1958 die United Bahamian Party (UBP) zu gründen, um so ihre Rechte zu sichern. 1959 wurde unter britischer Verwaltung das Wahlrecht für Männer eingeführt. Wer bestimmte Anforderungen in Bezug auf Vermögen erfüllte, erhielt eine zweite Stimme. Frauen erhielten im Februar 1961 das aktive Wahlrecht, und 1964 waren alle Einschränkungen in Bezug auf Eigentum abgeschafft. Bei der Unabhängigkeit 1973 wurde das Wahlrecht bestätigt.
Nachdem am 6. August 1962 Jamaika die Unabhängigkeit erlangte, wurden die Turks- und Caicosinseln erneut unter die Verwaltung der Bahamas gestellt. In einer Verfassungsreform gewährte Großbritannien den Bahamas am 7. Januar 1964 innere Selbstverwaltung, bei den anschließenden Wahlen wurde Sir Roland Symonette zum ersten Premierminister gewählt. 1967 errang die Progressive Liberal Party (PLP) den Wahlsieg. Seit den Wahlen zum House of Assembly von 1967 kamen die Grundsätze des allgemeinen, gleichen, geheimen und direkten Wahlrechts zu Anwendung. Lynden O. Pindling ging aus diesen Wahlen als neuer Premierminister hervor und blieb es bis 1992. Pindling verhandelte 1969 mit Großbritannien eine neue Verfassung aus, wodurch die Bahamas die Bezeichnung „Commonwealth of the Bahama Islands“ erhielten. Aus Teilen der UBP und der PLP bildete sich am 18./19. November 1970 die rechtskonservative Partei Free National Movement (FNM).

## Unabhängigkeit
Am 10. Juli 1973 entließ Großbritannien die Bahamas endgültig in die Unabhängigkeit, sie verblieben jedoch im Commonwealth of Nations. Die Turks- und Caicosinseln wurden daraufhin erneut von den Bahamas getrennt und in eine britische Kronkolonie umgewandelt. Aufgrund der fortlaufend hohen Arbeitslosenzahlen und der Gerüchte um Korruption in Regierungskreisen verlor die PLP am 19. August 1992 ihre Regierungsmehrheit an die FNM, die damit zum ersten Mal den Premierminister stellte und am 14. März 1997 wiedergewählt wurde.
Die OECD setzte im Jahr 2000 die Bahamas auf ihre Schwarze Liste, da der Inselstaat mit seiner Steuerpolitik den freien Wettbewerb gefährdete. Im selben Jahr noch verabschiedete die Regierung des Commonwealth der Bahamas ein Gesetzespaket zur Verbesserung der Finanzaufsicht, woraufhin sie 2001 von der Liste wieder gelöscht wurden. Am 2. Mai 2002 gelang es der PLP die Parlamentswahlen, nach zehnjähriger Abstinenz, wieder für sich zu entscheiden, wodurch Perry Christie zum neuen Premierminister gewählt wurde. Der Premierminister von 1992–2002 Hubert Ingraham (FNM) bekleidete das Amt erneut von 2007 bis 2012, wonach er wieder von Christie abgelöst wurde. Seit 11. Mai 2017 ist Hubert Minnis (FNM) Premierminister der Bahamas.
Anfang September 2019 zog der Kategorie-5-Hurrikan Dorian über die Bahamas und verwüstete die Abaco-Inseln und Grand Bahama. Etwa 76.000 Menschen waren von den Folgen des Hurrikans betroffen, es gab zahlreiche Tote. Rund 5.500 Menschen wurden nach New Providence evakuiert.